# Robert Lewandowski
Robert Lewandowski, född 21 augusti 1988 i Warszawa, är en polsk fotbollsspelare (anfallare) som spelar för Barcelona och Polens landslag. Lewandowski innehar flera målrekord i tysk och internationell fotboll och anses ofta som en av historiens bästa anfallare. Han var uttagen i Polens trupp vid fotbolls-EM 2012, 2016, 2020 och 2024 samt till VM i Ryssland 2018. Den 22 september 2015 slog Robert Lewandowski 3 rekord i en och samma match genom att vara den första spelaren i Bundesliga att göra 3 mål på 4 minuter, 4 mål på 6 minuter och 5 mål på 9 minuter. Matchen spelades mot Wolfsburg och Bayern München vann med 5–1. Han har gjort över 600 mål för klubb och landslag.

## Biografi

### Karriär
Robert Lewandowski började spela fotboll som åttaåring i Partyzant Leszno och spelade sedan i Varsovia Warszawa, Delta Warszawa och Legia Warszawa. Efter spel i Legia Warszawas andralag spelade han säsongen 2006/2007 med Znicz Pruszków, där han vann skytteligan i Polens tredjedivision. Säsongen därefter blev han skyttekung i Polens andradivision, båda gångerna med 21 mål och han gjorde totalt 36 mål på 59 matcher för Znicz Pruszków.
I juni 2008 värvade Lech Poznań honom från Znicz Pruszków för 1,5 miljoner złoty. Han gjorde debut i Lech Poznań i juli 2008 i den första omgången i kvalet till UEFA-cupen. 2009 vann Lewandowski och Lech Poznań polska cupen och 2010 blev han skyttekung i Polens högsta division och Lech Poznań vann ligan.
I juni 2010 gick Lewandowski över till Borussia Dortmund. Han gjorde sitt första Bundesliga-mål 19 september 2010 mot Schalke när Dortmund vann med 3–1. När Lucas Barrios skadade sig blev Lewandowski ordinarie. När Dortmund vann Bundesliga 2012 var Lewandowski en av lagets stora matchvinnare, bland annat med matchens enda mål mot direkta konkurrenten Bayern München. Han slutade på en tredjeplats i skytteligan med sina 22 mål. Säsongen kröntes med finalseger i DFB-Pokal där Lewandowski gjorde ett hattrick när Dortmund vann med 5–2 mot Bayern München.
4 januari 2014 blev det klart att Robert Lewandowski lämnar Dortmund för rivalerna Bayern München. 
Han kom till sin nya klubb 1 juli 2014. Efter åtta år i Bayern München blev det den 16 juli 2022 klart att Lewandowski ansluter till FC Barcelona för drygt 55 miljoner euro. 

### Privatliv
Lewandowski har idrottsligt påbrå. Hans far, avliden 2005, var polsk judomästare och spelade även fotboll i Polens andra division, medan modern varit volleybollspelare; även hans syster spelar volleyboll. Dessutom blev Lewandowskis fru Anna Stachurska bronsmedaljör i karate vid VM 2009. De gifte sig den 22 juni 2013.

## Meriter

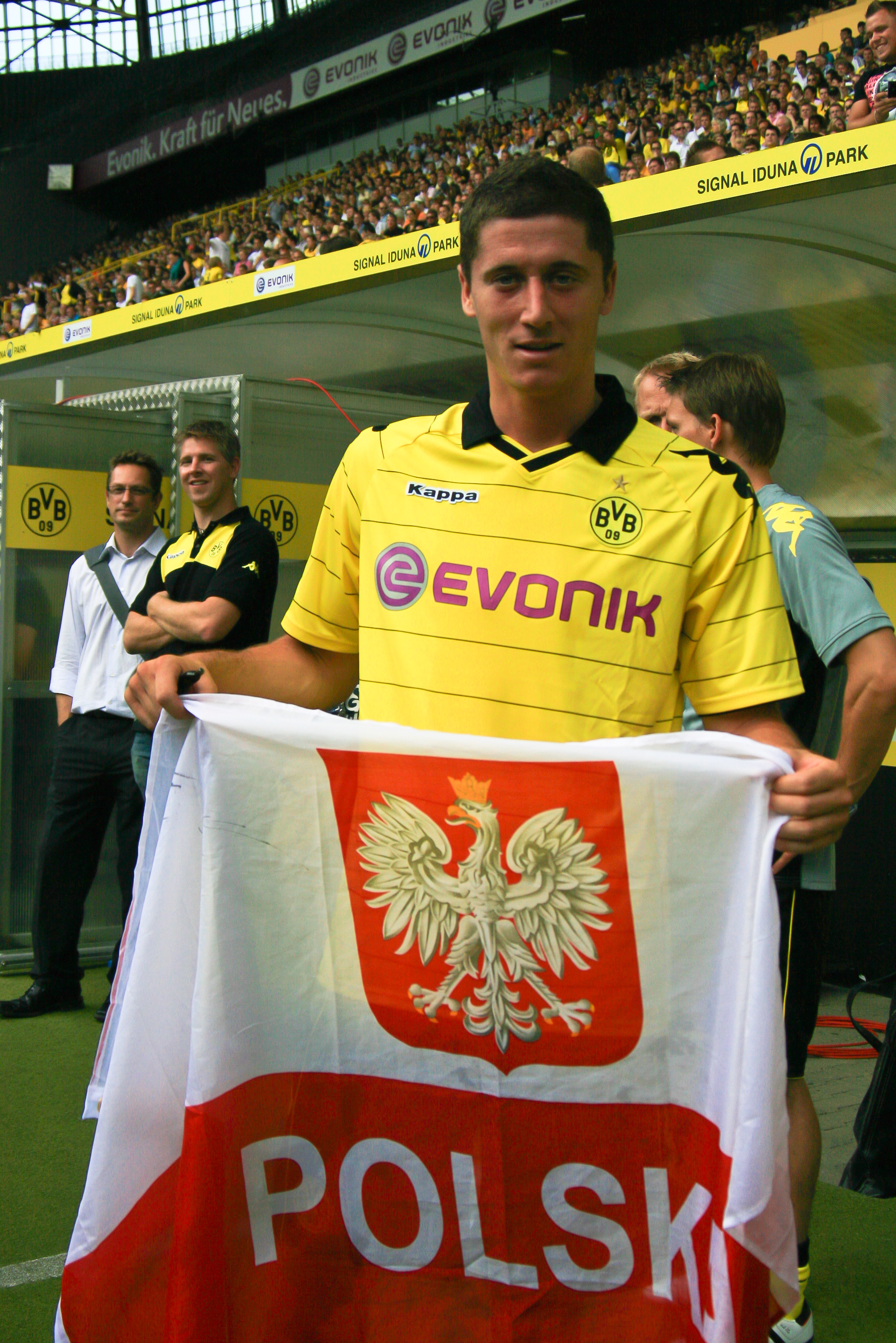
Lewandowski i Dortmund 2010

### Klubblag
Lech Poznań
- Ekstraklasa: 2009/2010
- Polska cupen: 2008/2009
- Polska supercupen: 2009

Borussia Dortmund
- Bundesliga: 2010/2011, 2011/2012
- Tyska cupen: 2011/2012
- Tyska supercupen: 2013

Bayern München
- Bundesliga: 2014/2015, 2015/2016, 2016/2017, 2017/2018, 2018/2019, 2019/2020, 2020/2021, 2021/2022
- Tyska cupen: 2015/2016, 2018/2019, 2019/2020
- Tyska supercupen: 2016, 2017, 2018, 2020, 2021
- UEFA Champions League: 2020
- UEFA Super Cup: 2020
- VM för klubblag: 2020

### FC Barcelona
- La Liga: 2022/2023, 2024/2025
- Copa del Rey: 2024/2025
- Spanska supercupen: 2022-23, 2024-25

### Individuellt
- Årets fotbollsspelare i Ekstraklasa: 2009
- Årets fotbollsspelare i Polen: 2011, 2012, 2013, 2014, 2015, 2016, 2017, 2018, 2019, 2020
- Årets fotbollsspelare i Bundesliga: 2017
- Årets fotbollsspelare i Tyskland: 2020
- UEFA Player of the year (2020)
- FIFA The Best: 2020, 2021
- Guldskon: 2021, 2022
- Flest mål i Polens landslag (66)